# Castillo de Castro Caldelas
El castillo de Castro Caldelas o castillo de los Condes de Lemos, es una fortaleza medieval situada en la localidad orensana de Castro Caldelas en Galicia, España. Fue la más importante fortaleza de la Ribeira Sacra y tuvo un papel muy activo y relevante en los diferentes conflictos que se desarrollaron en la zona durante la Edad Media, en especial en la llamada Revuelta Irmandiña.
Fue declarado monumento Histórico-Artístico por la declaración genérica del Decreto de 22 de abril de 1949 y la ley 16/1985 sobre el patrimonio histórico español.

## Historia
La fortaleza de Castro Caldelas se ubica en la cima de un promontorio que domina todo el territorio de Tierras de Caldelas, importante vía de comunicación. Por la propia denominación de castro se estima, como es frecuente en Galicia que el solar que ocupa la fortaleza haya sido el asentamiento de alguna aldea prerromana. Hay constancia, por dos necrópolis megalíticas, de la ocupación humana del territorio al menos desde hace 4.500 años.
Durante el periodo romano el solar de castillo fue ocupado por un campamento romano encargado de vigilar la importante calzada Vía XVIII que unía las ciudades de Bracara Augusta (actual Braga en Portugal) con Asturica Augusta (actual ciudad de Astorga en España) y que se cruzaba en este lugar con la que unía Aquae Flaviae (actual ciudad Chaves en Portugal) y Lucus Augusti (actual Lugo).
En el documento denominado Foro do Burgo de castro Candelas, el documento más antiguo que se conserva escrito en gallego, el rey Alfonso IX otorga fuero a los habitantes de la villa de Castro Caldelas. Entre los años 1336 y 1343 Pedro Fernández de Castro, señor de Lemos y Sarria, construye el castillo para defensa de sus nuevos dominios tras haberle cedido el rey Alfonso IX las tierras de Caldelas y fundar la Casa de Lemos, los escudos de la puerta son pertenecientes al linaje de los Castro.
Pedro Fernández de Castro construyó la torre del homenaje y las murallas de la villa La Casa de Lemos perdió el control del castillo durante la guerra entre Enrique de Trastámara y Pedro I pero volvió a la Casa de Lemos mediante matrimonio.
La fortaleza tuvo un papel relevante durante la Revuelta Irmandiña, la mayor revuelta social del siglo XV en Europa que tuvo lugar en Galicia entre los años 1467 y 1469. Las fuerzas Irmandiñas tomaron y destruyeron parcialmente la fortaleza que defendía Pedro Álvarez Osorio, I conde de Lemos. El conde castigó al pueblo a realizar la reconstrucción diciéndoles "Vosotros la tirasteis y vosotros la levantareis" Tal fue el abuso realizado por el conde de Lemos que los habitantes de Castro Caldelas lo denunciaron ante la Audiencia de Valladolid, quién falló a favor de estos.
En el año 1560 se termina la reconstrucción del castillo que surge ya con un aire menos bélico, como palacio residencial.
En 1777 pasa a manos de la Casa de Alba y en 1794 el señorío de Lemos se incorpora a dicha casa noble al morir el X conde de Lemos, Joaquín López de Zúñiga Sotomayor y Castro, sin dejar descendencia.
En el año 1809 durante la Guerra de la Independencia el general francés Louissón incendia la villa y el castillo como represalia a los ataques que su ejército recibía de la guerrilla formada en la comarca
Hasta mediados del siglo XIX estuvo habitado por Sol Stuart, pariente de la familia ducal, y en 1992 la duquesa de Alba lo cedió en usufructo al ayuntamiento de Castro Candelas para uso cultural o benéfico. El ayuntamiento ubicó en la fortaleza un centro cultural que da servicio a toda la comarca, consta de biblioteca, sala de conferencias, sala de exposiciones y un museo etnográfico.
La propiedad del inmueble continua hoy en la casa de Alba, a través de Cayetano Martínez de Irujo, duque de Arjona, a quien se lo legó su madre en 2011.

## Descripción
El castillo de Castro Caldelas tiene una planta poligonal y dos líneas de murallas. La construcción interior consta de dos grandes torres en atalaya, la del norte es la torre del homenaje que tiene tres plantas y terraza, unidas por un cuerpo palaciego con garitas circulares en los lienzos y ángulos. La muralla está almenada y tiene paso de ronda.
La línea de murallas exterior tiene tres torres cuadrangulares, en una de ellas se abre un pequeño acceso, y se corona con la llamada torre del reloj. En el muro norte se abre el acceso principal que da paso franco al patio de armas en el que hay un gran aljibe y un horno. Junto a estos elementos parte una escalera que permite subir a la muralla y se ubica una puerta que da paso al recinto intramuros. La muralla esta jalonada de saeteras, rectangulares y en cruz, y de troneras.
La torre del Reloj, llamada así por el gran reloj del siglo XIX que luce en su cara sur, es la parte más antigua que se conserva del castillo. En ella se observan dos fases constructivas diferentes. Fue destruida parcialmente en la Revuelta Irmandiña. Frente a la torre del Reloj y al otro lado de la puerta, se ubica la torre del homenaje. Consta de tres pisos de altura y fue construida sobre la primitiva muralla del castillo. Tiene varias estancias, una de ellas con una gran chimenea.
El ala derecha del castillo fue reconstruida en el siglo XVI con una finalidad más residencial que militar. Es de tipo palaciego y en ella se halla un gran salón. Tiene grandes corredores y en sus muros se han abierto ventanas con asientos.
En algunas piedras se pueden observar marcas de cantería. También hay talladas conchas de vieira, la concha del Camino de Santiago, testificando que la plaza está dentro del mismo. Se observan símbolos de tau, signo que fue posteriormente adoptado por la Casa de Lemos. Al lado de la puerta de entrada, en la parte derecha del muro exterior de la misma, se aprecia una estrella de cinco puntas que parece indicar la presencia de judíos en la localidad.